# Karlstads-Tidningen
Karlstads-Tidningen (KT) var en liberal tidning som utgavs i Karlstad. Tidningen utkom med första numret den 15 november 1879 under namnet Karlstads Tidning och då med två nummer i veckan. Karlstads Tidning är en omedelbar föregångare till Karlstads.-Tidningen.  Fullständiga titeln för tidningen var Karlstads-Tidningen / Länstidning för Värmland och Dal, senare med bara Länstidning för Värmland som undertitel.
Under 2023 fattades beslut om att lägga ner tidningen. Sista numret publicerades den 20 april 2023.

## Redaktion
Redaktionsort  för tidningen har hela tiden varit Karlstad. Politiska tendensen för tidningen har varit liberal frisinnad. Tidningens utgivningsfrekvens var 1879 till 1894 två dagar i veckan, onsdag och lördag. 1893 blev den tredagars måndag onsdag och fredag. 1918 till 1928 var utgivningsdagarna tisdag torsdag  och lördag. 1928 till 1957 var tidningen sexdagarstidning. 1957 blev den åter endagarstidning lördagar. Från 1979 är utgivningsdagen torsdagar. Gustaf Fröding var medarbetare i tidningen liksom Knut Wicksell.
2001 köptes tidningen upp av Värmlands Folkblad (VF). Efter att Folkbladet år 2017 köpts upp av NWT-koncernen ingår även Karlstads-Tidningen i denna koncern.

### Editioner och upplagor
Edition åren 1900-01-01--1918-12-24 var Veckoupplagan.  Tidningen hade 1931 till 1957 en varanannandagsupplaga tre dagar i veckan, och samtidigt en halvveckoupplaga med tvådagars utgivning från 1935 till 1955. Under perioden 1939-01-01--1945-12-30 är upplaga B identisk med dagliga upplaga A, de båda editionerna behåller sin egen löpande numrering. Under perioden 1939-07-15--1945-12-30 är upplaga C identisk med dagliga upplaga A, de båda editionerna behåller sin egen löpande numrering. 1950 till 1955 ges det ut en kvällsupplaga som sexdagarstidning. 
| Period                 | Ansvarig utgivare                                                | Period                                           | Redaktör                                         |
| 1879-11-08--1884-09-19 | Jeurling, Anders Elis bokhandlare                                | 1890-01-01--1939-02-16                           | Hellberg, Mauritz                                |
| 1884-09-20--1903-12-18 | Forssell, Pontus Albin boktrycksare                              | 1939-02-20--1957-02-28                           | Ståhl, Manne politisk redaktör 1958–1976         |
| 1903-12-19--1939-02-18 | Hellberg, Karl Mauritz Bernhard redaktören, filosofie kandidaten | 1957-03-01--1960-04-30                           | Isaksson, Jerker                                 |
| 1939-03-04--1957-05-05 | Ståhl, David Emanuel (Manne) redaktörwn                          | 1960-05-01--1964-06-27                           | Carlvik S. O.                                    |
| 1957-05-08--1960-04-30 | Isaksson, Jerker                                                 | 1964-07-04--1964-09-19                           | Ström, Gunnar                                    |
| 1960-05-07--1985-06-27 | Salomonsson, Göran                                               | Mer än 20 års uppehåll i uppgifterna om redaktör | Mer än 20 års uppehåll i uppgifterna om redaktör |
| 1985-07-04--1988-07-28 | Carlvik, Sten O                                                  | 1988-08-04--1991-08-29                           | Matthies, Rolf                                   |
| 1988-08-04--1991-08-29 | Matthies, Rolf                                                   | 1991-09-05--1995-04-27                           | Eilard, Håkan                                    |
| 1991-09-05--1995-05-03 | Eilard, Håkan                                                    | 1995-05-04--1995-11-30                           | Hedin, Bengt                                     |
| 1995-05-04--1995-12-06 | Hedin, Bengt                                                     | 1995-12-07--2000-08-10                           | Zetterberg, Mats                                 |
| 1995-12-07--2000-08-10 | Zetterberg, Mats                                                 | 2000-08-17--2005-08-25                           | Dahl, Eva                                        |
| 2000-08-17--2005-08-25 | Dahl, Eva                                                        | 2005-09-01--2007-10-04                           | Götell, Peter                                    |
| 2005-09-01--2007-10-04 | Götell, Peter                                                    | 2007-10-11--2013-12-19                           | Dahl, Eva                                        |
| 2007-10-11--2009-03-05 | Dahl, Eva                                                        | 2014-01-02--2015-11-12                           | Thorén, Therese                                  |
| 2009-03-12--2009-03-26 | Zetterberg, Mats t f                                             | 2015-11-19--2016-08-25                           | Skoglund, Johanna                                |
| 2009-04-02--2010-03-11 | Dahl, Eva                                                        | 2016-09-01--2017-12-31                           | Tjäder, Anna                                     |
| 2010-03-18--2010-04-01 | Zetterberg, Mats                                                 | 2018-01-04--2020-04-23                           | Jansson-Högberg, Frida                           |
| 2010-04-08--2010-10-21 | Dahl, Eva                                                        | 2020-05-01--2021-04-01                           | Myrin, Ida                                       |
| 2010-10-28--2010-10-28 | Zetterberg, Mats                                                 | 2021-04-08--2021-10-28                           | Jansson-Högberg, Frida                           |
| 2010-11-04--2012-03-08 | Dahl, Eva                                                        | 2021-11-04--2023-04-20                           | Sjöblom, Veronica                                |
| 2012-03-15--2012-03-29 | Zetterberg, Mats                                                 |                                                  |                                                  |
| 2012-04-05--2013-12-19 | Dahl, Eva                                                        |                                                  |                                                  |
| 2014-01-02--2015-11-12 | Thorén, Therese                                                  |                                                  |                                                  |
| 2015-11-19--2016-08-25 | Skoglund, Johanna                                                |                                                  |                                                  |
| 2016-09-01--2017-12-31 | Tjäder, Anna                                                     |                                                  |                                                  |
| 2018-01-04--2020-04-23 | Jansson-Högberg, Frida                                           |                                                  |                                                  |
| 2020-05-01--2021-04-01 | Myrin, Ida                                                       |                                                  |                                                  |
| 2021-04-08--2021-10-28 | Jansson-Högberg, Frida                                           |                                                  |                                                  |
| 2021-11-04--2023-04-20 | Sjöblom, Veronica                                                |                                                  |                                                  |

## Tryckning
Tidningsförlaget hette Albin Forssell till 11 december 1903. Från den 12 december tog Karlstads-Tidningens aktiebolag över förlagsuppgiften till år 2000. Då började Karlstads-Tidningen Drift AB som förlag till slutet av år 2001. Karlstads-Tidningens aktiebolag tog över igen till slutet 2002.Karlstads-Tidningens Drift aktiebolag tog åter över till 30 november 2011. Förlag blev sedan återigen Karlstads-Tidningens aktiebolag. 2014 tog  Värmlands folkblad drift ab över.  Den första mars 2017 tog Nya Wermlands-tidningens aktiebolag över.
Tidningen trycktes enbart  med svart till 31 december 1950 sedan svart + 1 färg till 1974 års slut. Sedan 1974 trycks tidningen i fyrfärg. Typsnitt var från 15 november 1879 till 31 december 1881 antikva och frakturstil , från 4 januari 1882 antikva.
Satsytan var stor till 1957 då tidningen blev tabloid. Tidningen hade inledningsvis 4 sidor fram till 1920. Fram till 1940 hade man max 12 sidor. 1945 nåddes 16 sidor. Under 1950-talet stod antalet sidor still men 1960 nåddes 24 sidor, men det föll tillbaka till 16–20 sidor. På 1990-talet nåddes 28 sidor. Maxantalet sidor, 32, nåddes 2001, 2006, 2008,2012 och 2015 samt 2016–2018.
Tidningen tryckeriutrustning var från 1931 en 32-sidig rotationspress och ett helautomatiskt snabbt gjutverk av Winklertyp
| Period                 | Tryckeri                         | Ort      |
| 1900-01-03--1903-12-31 | Forssells boktryckeri            | Karlstad |
| 1917-01-03--1919-01-03 | karlstadstidningens tryckeri AB  | Karlstad |
| 1919-01-04--1973-12-07 | Karlstadstidningens aktiebolag   | Karlstad |
| 1973-12-08--2017-05-26 | VF-tryck                         | Karlstad |
| 2017-06-01--2023-04-20 | Nya Wermalndstidningens tryckeri | Karlstad |

Satsytan var stor till 1957 då tidningen blev tabloid. Tidningen hade inledningsvis 4 sidor fram till 1920. Fram till 1940 hade man max 12 sidor. 1945 nåddes 16 sidor. Under 1950-talet stod antalet sidor still men 1960 nåddes 24 sidor, men det föll tillbaka till 16–20 sidor. På 1990-talet nåddes 28 sidor. Maxantalet sidor, 32, nåddes 2001, 2006, 2008, 2012 och 2015 samt 2016–2018.
Upplagan var 1900 6000 och nådde 10 000 exemplar 1914. Den fortsatte stiga under inflationen efter första världskriget men föll sen från 15 000 ex till 11 000 1927. Den var bara 7000 till 10000 1930. 1945  var den 8700 ex och fortsatte att minska under 1950-talet mot 5000 exemplar. Den ökade lite vid övergång till endagarstidningen men föll snart igen och ligger nu på runt 2000 exemplar. Annonsomfattning har registrerats från 2014 och låg det året på 42%. Den har sedan sjunkit till runt 20% 2020.
Priset för tidningen var 1900 2,20 kronor för veckoupplagan och 5 kr för tredagarsutgåvan. Dessa priser var stabila till 1918 då veckoupoplagan upphörde. 1921 kostade tidningen 9 kronor.1931 kostade sexdagarstidningen 12 kronor och tredagarsupplagan 7 kronor. Tredagarstidningen kostade till 1946 cirka hälften av sexdagarstidningen som kostade 18 kr 1942. Priset började stiga på 1950-talet och var 42 kr för sexdagarstidningen då tidningen gick över att bli endagars 1957. 1958 föll priset till 12 kr. 1980 nådde det 102 kronor och 2009 520 kronor. 2022 har priset nått 1068 kronor.